# 劉燁然
劉燁然（1492年—？），字文光，順天府薊州遵化縣人，軍籍，明朝政治人物。

## 生平
順天府鄉試第七十八名舉人。正德十二年（1517年）中式丁丑科會試第四十九名，登第三甲第二百一十名進士。吏部观政，十月丁父忧，服阕，授户部浙江司主事，督浒墅钞关，晋员外郎、郎中，嘉靖八年（1529年）以侵吞官银，謫戍充軍，遇赦還。

## 家族
曾祖劉汶，歲贡，曾任陕西洛南县学訓導；祖父劉清，景泰癸酉举人，山东平度州知州、山西遼州知州；父劉汝楫（？-1517年），字濟之，曾任義官，贈户部主事。母王氏，山西布政司参议王昭之女。兄炯然、燦然。